# RTK 2
RTK 2 es el segundo canal de televisión público de Kosovo, perteneciente a RTK. Su programación es mayoritariamente en idioma serbio. Emite algunos espacios en lenguas minoritarias.

## Historia
Antes del lanzamiento del canal, RTK 1 emitía programación dirigida a las minorías étnicas. Sin embargo, toda la programación fue transferida a RTK 2, que inició emisiones el 3 de junio de 2013, creando nuevos programas. Mientras tanto, RTK 1 pasó a ser el canal generalista de RTK con programación en albanés.
Pese a que la mayoría de los programas son en serbio, la cadena también emite en bosnio, turco y romaní.